# Dysschema iscariotes
Dysschema iscariotes är en fjärilsart som beskrevs av Jean Baptiste Boisduval 1870. Dysschema iscariotes ingår i släktet Dysschema och familjen björnspinnare. Inga underarter finns listade i Catalogue of Life.